# Fenbendazolo
Il fenbendazolo è un antielmintico benzimidazolo ad ampio spettro utilizzato contro i parassiti gastrointestinali tra cui: giardia, nematodi, anchilostomi, tricocefali, il genere tenia Taenia (ma non efficace contro Dipylidium caninum, un comune verme solitario del cane), ossiuri, aelurostrongylus, paragonimiasi, strongili e strongyloides che può essere somministrato a pecore, bovini, cavalli, pesci, cani, gatti, conigli, la maggior parte dei rettili, vasche di gamberetti d'acqua dolce come trattamenti per planaria e idra, nonché foche.

## Interazioni
Possono verificarsi interazioni farmacologiche in caso di co-somministrazione di salicilanilidi come dibromsalan e niclosamide. Sono stati segnalati aborti nei bovini e morte negli ovini dopo aver usato questi farmaci insieme. Gli aborti nei ruminanti domestici sono stati associati all'uso concomitante di agenti terapeutici anti-trematodi.

## Tossicità
Il fenbendazolo è scarsamente assorbito dal tratto gastrointestinale nella maggior parte delle specie. La DL50 negli animali da laboratorio supera i 10 g/kg quando somministrata per via orale.

## Metabolismo
Il fenbendazolo viene metabolizzato nel fegato in oxfendazolo, anch'esso antielmintico; l'oxfendazolo viene parzialmente ridotto a fenbendazolo nel fegato e nel rumine. Inoltre, il fenbendazolo stesso è un metabolita attivo di un altro farmaco antielmintico, il febantel.